# Ячейкін Юрій Дмитрович
Яче́йкін Юрій Дмитрович (нар. 26 грудня 1933, Свердловськ — пом. 18 червня 2013) — український письменник і карикатурист. Найбільше відомий за циклом фантастико-гумористичних творів «Пригоди капітана Небрехи».

## Біографія
Юрій Ячейкін народився 26 грудня 1933 року в Свердловську (теперішній Єкатеринбург, Росія) в родині сталевара. За власними спогадами, ще з юності захоплювався фантастикою і читав будь-що з фантастичної літератури, що йому траплялося. Але тоді майбутній письменник помітив, що радянська «фантастика ближнього прицілу» майже не містить власне фантастики, а її прогнози навіть на найближчі роки часто не збуваються. Закінчивши середню школу, Юрій Ячейкін вступив до Київського державного університету ім. Тараса Шевченка на факультет журналістики. Там навчався з 1952 по 1957 рік, видавав рукописний журнал «УТЮГ» (Універсальне товариство юних гумористів), де опублікував свої твори «Нова історія Адама і Єви» і «Що і треба було довести». В цей час познайомився з Василем Симоненком і Анатолем Перепадею. Після цього два роки працював на заводі «Арсенал» у видавництві газети «Арсеналець». Пізніше писав фейлетони для газети «Вечірній Київ» (1960—1961), журналу «Перець» (1961—1968), працював в редакціях журналів «Вітчизна» і «Дніпро». Свої твори підписував псевдонімами, число яких перевищувало десяток.
Першою офіційною публікацією стала гумореска «Чому батьки тікають у відпустку?», надрукована в 1959 році в журналі «Вітчизна». Відтоді Юрій Ячейкін регулярно публікувався в періодичній пресі, а з 1965 року майже щорічно стали виходити і збірники його юмористики. У 1967 став членом Спілки письменників України. Крім літератури, Юрій Ячейкін займався карикатурою, виконував ілюстрації для журналу «Перець» та інших видань. Проте більшість його творів проілюстрував інший художник — Анатолій Василенко.
Коли радянська фантастика збагатилася творами таких авторів як брати Стругацькі та Єфремов, Ячейкін помітив прогалини в фантастиці україномовній. Також він зауважив, що в СРСР ігнорується ненаукова фантастика. Тому письменник став наслідувати гумористичну фантастику Гоголя, Марка Твена, щоб засобами сатири й гумору обійти обмеження. Зокрема так з'явився цикл «Пригоди капітана Небрехи». Пізніше Ячейкін згадував: «Якщо я писав свої твори, нічого не знаючи про фентезі, то не потрапив і під їхній вплив — моє невігластво пішло мені на користь. У моїх творах нема ніяких чудовиськ, ніяких жахів…». Письменник виступав за популяризацію дитячої літератури і критики дитячих творів, які тоді сприймалися як дещо неповноцінне.
Ячейкін прославився як автор книжок сатири та гумору, книжок для юнацтва, серед них: «Допотопна історія», «Зустрічі зі шпигуном», «Мемуари пророка  Самуїла», «Однодобовий детектив», «Важко   бути знаменитим», «За образом та подобою», «Слідство веде прокурор», «Кодова назва Ареса», «Рандеву зі  Смертю», «Агент візантійської секрети», «Вірю — не вірю», «Люди без тіні», «Канікули серед пірамід», роману-дилогії «Пророцтво Ленори», «Друге бажання королеви», «Війна троянд», роману-трилогії «"Кодова назва "Едельвейс"», творами для дітей: «Дивовижні пригоди капітана Небрехи», «Оце повезло!», «Мої і чужі таємниці», «Народження АДАМАа», «Зоряні мандри капітана Небрехи», «Важке життя і небезпечні пригоди Павла Валеріановича Хвалимона», «Гості з греків», «Терези сміху» та ін.
В останні роки сильно хворів, майже осліп. Помер 18 червня 2013 року, похований на Байковому кладовищі.

## Основні твори
- Дивовижні пригоди Петра Фантастюка (1959)

- Фантастико-гумористичний цикл «Пригоди капітана Небрехи»
  - Дивовижні пригоди капітана міжзоряного плавання Небрехи та його вірного штурмана Азимута у Всесвіті і на Землі (1965)
    - Сувенір капітана Небрехи (1964)
    - Розмова з дзеркалом (1964)
    - Цікава арифметика (1964)
    - Яблуко незгоди (1964)
    - Пригоди на планеті стрибунців (1964)
    - У часи комети (1964)
    - Штучне око магістра Кіміхли (1969)
    - Планета, якої нема (1969)
    - По той бік світла (1969)
    - Таємниця більярдної кулі (1965)

  - Уславлений робот Малюк (Біографія робота) (1963)
  - Народження АДАМа (1968)
  - Спалах понаднової зірки (1969)
  - На волосину від плагіату. З нових пригод капітана Небрехи (1970)
  - Космічна халепа капітана Небрехи (1987)

- Допотопна історія (1966)
- Оце повезло! (1966)
- Мої і чужі таємниці (1967)
- Зустріч зі шпигуном (1969)
- Важке життя і небезпечні пригоди Павла Валеріановича Хвалимона (1971)

- Кіно! Кіно!! Кіно!!!
  - Специфіка й світогляд (1971)
  - Творчий зліт (1971)
  - Невагома вага (1971)

- Мемуари пророка Самуїла (1971)
- Однодобовий детектив (1974)

- Словесні портрети
  - Переднє слово (1971)
  - Остап Вишня. Весна. Усмішка з маловідомих творів (1989)
  - Федір Маківчук. Здоровенькі були! (1989)
  - Микола Білкун. Ми — люди свідомі (1971)
  - Андрій Крижанівський. Батьки і діти (1971)
  - Дмитро Молякевич. Про це — потім (1971)
  - Юрій Прокопченко. Технологічний момент (1971)
  - Іван Сочивець. Лисина і пиво (1989)
  - Олег Чорногуз. Розмова з дзеркалом (1989)

- Химери зеленого змія: Коротка антологія НФ (1971—1989)

- Під кодовою назвою «Едельвейс» (у співавторстві з Петром Поплавським)
  - Посланець (1979)
  - Сплячий лелека (1981)
  - Блакитна лінія (1984)

- Слідство веде прокуратор (1989)

- Нідзя Токугави (1991)

- Королівське прокляття
  - Друге бажання королеви (2004)
  - Війна Троянд (2005)

- Орлиця у двох коронах (2008)

Твори перекладені понад 20 мовами, повість «Допотопна історія» та декілька оповідань увійшли до багатотомної антології «Майстри світового гумору» (Югославія, 1968).

## Нагороди і премії
- Лауреат міжнародного конкурсу гумористів «Алеко»;
- Лауреат республіканської премії імені Миколи Трублаїні;
- Лауреат болгарської премії за гумористику «Срібний Їжак»;
- Дипломант літературного конкурсу КДБ СРСР «За найкращі твори літератури і кіно про чекістів та прикордонників»[3].